# U-5 (Kriegsmarine)
U-5 je bila nemška vojaška podmornica Kriegsmarine, ki je bila dejavna med drugo svetovno vojno.

## Zgodovina
Med avgustom 1935 in junijem 1940 je bila podmornica del šolske podmorniške flotilje.
Med 24. avgustom in 8. septembrom 1939 je bila podmornica na svoji prvi patrulji ob obali Poljske.
4. aprila 1940 je odplula na svojo drugo patruljo ob obali Norveške; končala jo je 19. aprila.
Julija 1940 je bila dodeljena 21. podmorniški flotilji, kjer je opravljala dolžnosti šolskega plovila. 
19. marca 1943 se je podmornica potopila v nesreči. Umrlo je 21 članov posadke, medtem ko se jih je 16 rešilo. 

## Poveljniki
| Poveljniki |                 |                              |                                      |
| Št.        | Čin             | Ime                          | Poveljstvo                           |
| 1.         | Nadporočnik     | Rolf Dau                     | 31. avgust 1935 - 27. september 1936 |
| 2.         | Kapitanporočnik | Gerhard Glattes              | 1. oktober 1936 - 2. februar 1938    |
| 3.         | Kapitanporočnik | Günter Kutschmann            | 3. februar 1938 - 4. december 1939   |
| 4.         | Kapitanporočnik | Heinrich Lehmann-Willenbrock | 5. december 1939 - 11. avgust 1940   |
| 5.         | Nadporočnik     | Herbert Opitz                | 12. avgust 1940 - 27. marec 1941     |
| 6.         | Nadporočnik     | Friedrich Bothe              | 28. marec 1941 - 6. januar 1942      |
| 7.         | Nadporočnik     | Karl Friederich              | 7. januar 1942 - 23. marec 1942      |
| 8.         | Nadporočnik     | Hans-Dieter Mohs             | 26. marec 1942 - maj 1942            |
| 9.         | Nadporočnik     | Kurt Pressel                 | maj 1942 - 9. november 1942          |
| 10.        | Poročnik        | Hermann Rahn                 | 10. november 1942 - 19. marec 1943   |
| 11.        | Poročnik        | Alfred Radermacher           | marec 1943 - marec 1943              |

## Tehnični podatki
| Kategorije                                    | Podatki       |
| --------------------------------------------- | ------------- |
| Teža (t): na površju pod površjem polna Teža  | 254 303 381   |
| Dolžina (m) - tlačni trup (m)                 | 40,90 - 27,80 |
| Širina (m) - tlačni trup (m)                  | 4,08 - 4,00   |
| Izpodriv (m)                                  | 3,83          |
| Višina (m)                                    | 8,60          |
| Moč (hp): na površju pod podvršjem            | 700 360       |
| Hitrost (vozlov): na površju pod podvršjem    | 13,0 6,9      |
| Doseg (milja/vozel): na površju pod podvršjem | 1600/8 35/4   |
| Torpeda/Torpedne cevi                         | 5/3 bočne     |
| Posadka                                       | 22-24         |
| Maksimalni potop (m)                          | 150           |